# Waveshaper
Tom Andersson, född 26 september 1984, känd under artistnamnet Waveshaper, är en svensk elektronisk musikproducent inom genren synthwave. 
Hans musik är retrofuturistisk och inspirerad av artister som Jean-Michel Jarre, Kraftwerk och Daft Punk, såväl som av filmmusik från 80-talet. Musiken är komponerad med en rad olika hårdvarusyntar, inklusive ARP 2600, Roland Jupiter-4 och Korg MS-20.
Han släppte sitt debutalbum Tracks To The Future på skivbolaget Lunar Boogie 2013 och EP:n Sounds That Kill på Telefuture Records 2014. År 2015 kom vinylskivan Solar Drifter med fyra spår ut på det svenska synthwave-skivbolaget Rad Rush Records.
Andersson medverkade också i dokumentärfilmen The Rise of the Synths från 2019, som utforskar synthwave-genrens ursprung och tillväxt, tillsammans med andra kompositörer från scenen som Carpenter Brut.